# Fäktning vid europeiska spelen 2015
Fäktning vid europeiska spelen 2015 i Baku avgjordes mellan 22 juni - 27 juni i  Bakus kristallhall. Tävlingarna bestod av sex stycken individuella grenar och sex stycken lagtävlingar.

## Medaljsummering
Herrar
| Gren                 | Guld                                                                          | Silver                                                                      | Brons                                                                      |
| Individuellt värja   | Ivan Trevejo (FRA)                                                            | Sergey Khodos (RUS)                                                         | Daniel Jerent (FRA) · Bartosz Piasecki (NOR)                               |
| Lag värja            | Frankrike Yannick Borel Ronan Gustin Daniel Jerent Ivan Trevejo               | Ryssland Sergey Bida Anton Glebko Dmitriy Gusev Sergey Khodos               | Italien Gabriele Bino Gabriele Cimini Marco Fischera Andrea Santarelli     |
| Individuellt florett | Alessio Foconi (ITA)                                                          | Timur Arslanov (RUS)                                                        | Jean Paul Tony-Hélissey (FRA) · Francesco Ingargiola (ITA)                 |
| Lag florett          | Storbritannien Richard Kruse Marcus Mepstead Benjamin Peggs Alex Tofalides    | Italien Alessio Foconi Francesco Ingargiola Lorenzo Nista Damiano Rosatelli | Ryssland Timur Arslanov Aleksey Khovanskiy Timur Safin Dmitry Zherebchenko |
| Individuellt sabel   | Andriy Yagodka (UKR)                                                          | Tiberiu Dolniceanu (ROU)                                                    | Luigi Miracco (ITA) · Alberto Pellegrini (ITA)                             |
| Lag sabel            | Italien Luigi Miracco Massimiliano Murolo Alberto Pellegrini Giovanni Repetti | Rumänien Alin Badea Mădălin Bucur Tiberiu Dolniceanu Iulian Teodosiu        | Tyskland Richard Hübers Björn Hübner Maximilian Kindler Robin Schrödter    |

Damer
| Gren                 | Guld                                                                          | Silver                                                                    | Brons                                                                    |
| Individuellt värja   | Ana Maria Brânză (ROU)                                                        | Yana Zvereva (RUS)                                                        | Simona Gherman (ROU) · Erika Kirpu (EST)                                 |
| Lag värja            | Rumänien Ana Maria Brânză Simona Gherman Simona Pop Amalia Tătăran            | Estland Julia Beljajeva Irina Embrich Erika Kirpu Katrina Lehis           | Italien Camilla Batini Brenda Briasco Giulia Rizzi Alberta Santuccio     |
| Individuellt florett | Alice Volpi (ITA)                                                             | Yana Alborova (RUS)                                                       | Adelina Zagidullina (RUS) · Valentina Cipriani (ITA)                     |
| Lag florett          | Ryssland Yana Alborova Anastasia Ivanova Diana Yakovlevna Adelina Zagidullina | Frankrike Gaëlle Gebet Julie Huin Chloé Jubenot Jéromine Mpah Njanga      | Italien Chiara Cini Valentina Cipriani Carolina Erba Alice Volpi         |
| Individuellt sabel   | Angelika Wątor (POL)                                                          | Sevil Bunyatova (AZE)                                                     | Sevinc Bunyatova (AZE) · Margaux Rifkiss (FRA)                           |
| Lag sabel            | Ukraina Olha Charlan Alina Komashchuk Olena Kravatska Olha Zhovnir            | Italien Sofia Ciaraglia Martina Criscio Rebecca Gargano Caterina Navarria | Ryssland Viktoriya Kovaleva Yana Obvintseva Mariya Ridel Tatiana Sukhova |